# Alfred Bloch
Alfred Bloch (1877 - data desconhecida) foi um futebolista francês, medalhista olímpico.
Alfred Bloch competiu nos Jogos Olímpicos de Verão de 1900 em Paris. Ele ganhou a medalha de prata como membro do Club Français, que representou a França nos Jogos.